# 兴安镇 (漠河市)
兴安镇是中华人民共和国黑龙江省大兴安岭地区漠河市下辖的一个镇，位于漠河县东北部，距离县城190公里，北隔黑龙江与俄罗斯接壤，对岸为雅克萨遗址，辖区面积1428.4平方公里，下辖4个行政村，常住人口1853人（2000年）。
兴安镇原名额木尔，1906年，清朝在此设立卡伦，1917年被划入新成立的漠河县，1934年被日军占领，成为关东军边境守备的要点之一。中华人民共和国成立后，在额木尔卡伦基础上建立额木尔乡，1956年被划入呼玛县，1958年成立人民公社，1963年改名为兴安公社。1981年漠河县恢复后，兴安公社划归漠河县管辖。1994年，改制为镇。
兴安镇是中俄原油管道中国段的起点。

## 行政区划
兴安镇下辖以下村级行政区划单位：
二十五站村、大河西村和古城村。